# Marianne Brandt (operasångerska)

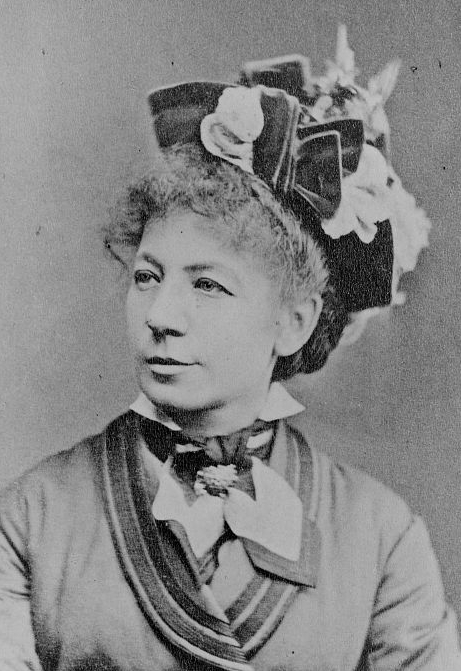
Marianne Brandt, någon gång på 1880-talet.

Marianne Brandt (född Marie Bischoff), född 12 september 1842 och död 9 juli 1921, var en österrikisk operasångerska, alt.
Brandt föddes i Wien, och fick sin utbildning vid konservatoriet där. Hon fullföljde senare sina studier för Pauline Viardot-García, och var därefter 1868-1886 anställd vid kungliga operan i Berlin. 1886-90 verakde hon vid tyska operan i New York, och blev därefter 1890 sångpedagog i sin födelsestad.